# Estado Ildeguízida
```
   |-
       | 
Erro:
:  
valor não especificado para "
continente
"
```

O Estado Ildeguízida, também conhecido como Estado dos Atabeques do Azerbaijão (em persa: اتابکان آذربایجان; romaniz.: Atabakan-e Āzarbayjan; em azeri:  Azərbaycan Atabəylər dövləti), foi um estado histórico governado por uma dinastia turca que existiu de 1136 a 1225 na região do Azerbaijão, no noroeste do Irã, e também abrangia parte de Arrã.
Com o enfraquecimento do poder seljúcida, começaram a surgir estados independentes dentro de suas fronteiras, um dos quais era o estado liderado pela dinastia turca dos Atabegues ildeguízidas, que ostentava o título de “Grandes Atabegues do Azerbaijão”. A dinastia foi fundada por Xameçadim Ildeguiz (um quipechaque de origem). O Estado Ildeguízida existiu por cerca de 90 anos e foi derrotado pelo corásmio Jalaladim Mingueburnu, de origem turca, que mais tarde foi vítima dos conquistadores mongóis. A capital do Estado Ildeguízida foram Naquichevão, Tabriz, Ardabil e Hamadã (em 1175).